# Tonbruket

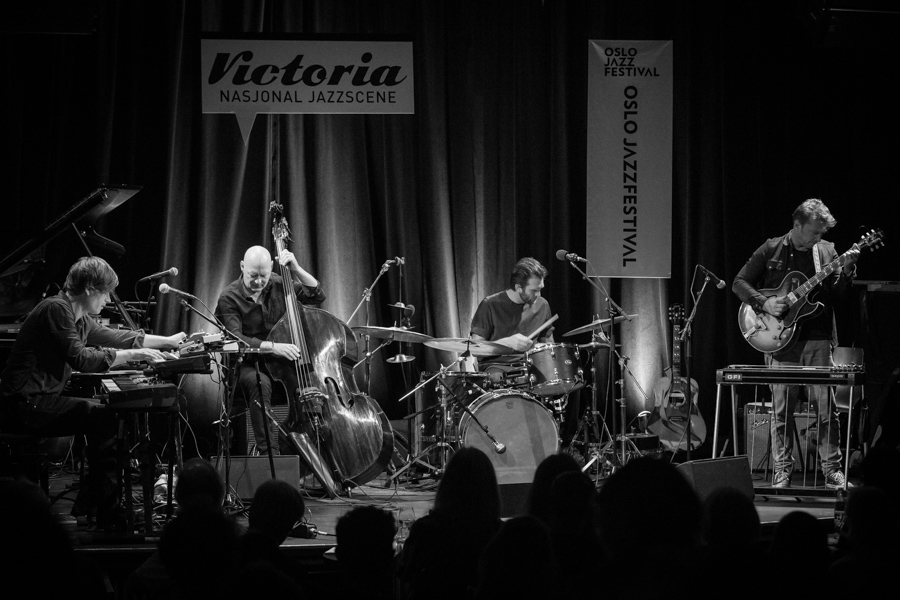
Tonbruket på Oslo Jazzfestival 2017.

Tonbruket är ett musikprojekt initierat av jazzmusikern Dan Berglund. I gruppen ingår klaviaturspelaren Martin Hederos från The Soundtrack of Our Lives, trummisen Andreas Werliin från Wildbirds & Peacedrums och gitarristen Johan Lindström från Per "Texas" Johanssons band. 2011 släpptes albumet Dig It to the End. Uppföljaren Nubium Swimtrip belönades med en Grammis för "Årets jazz" vid Grammisgalan 2014. Tonbruket har även arbetat tillsammans med Christian Kjellvander, ett samarbete som hittills har resulterat i två album.

## Priser och utmärkelser
- 2010 – Grammis för albumet Dan Berglund's Tonbruket i kategorin ”Årets jazz”
- 2011 – Gyllene Skivan för Dig It to the End
- 2011 – Grammis för Dig It to the End i kategorin ”Årets jazz”
- 2013 – Grammis för Nubium Swimtrip i kategorin ”Årets jazz”
- 2016 – Grammis för Forevergreens i kategorin ”Årets jazz”

## Diskografi
Album
- 2010 – Dan Berglund's Tonbruket
- 2011 – Dig It To The End
- 2013 – Nubium Swimtrip
- 2016 – Forevergreens
- 2018 – Live Salvation
- 2019 – Masters of Fog
- 2023 – Light Wood, Dark Strings

Album med Christian Kjellvander
- 2020 – Doom Country
- 2023 – Fossils